# Saint-Germier (Teyssode)
Pour les articles homonymes, voir Saint-Germier.
Saint-Germier est une ancienne commune et un hameau situé à Teyssode dans le département du Tarn.

## Géographie
Saint-Germier se situe à l'ouest de Teyssode et à l'est de Massac-Séran, sur une colline.

## Toponymie
Saint-Germier ne doit pas être confondue avec une autre commune de Saint-Germier, également dans le Tarn, et située juste au nord de Castres.

## Histoire
La commune de Saint-Germier est rattachée à celle de Teyssode en 1824.

## Démographie
La population est exprimée en nombre d'habitants.
| 1793 | 1800 | 1806 | 1821 |
| ---- | ---- | ---- | ---- |
| 149  | 176  | 174  | 177  |

Note : La population de Saint-Germier est recensée avec celle de Teyssode à partir de 1826.

## Culture locale et patrimoine

### Lieux et monuments
La commune de Saint-Germier possède une église dont l'action des habitants a évité la destruction.

### Personnalités liées à la commune
C'est là que naquit Marcelin Auriol, fondateur des Ateliers de la Haute-Garonne.